# دیوید اولهوفن
دیوید اولهوفن (فرانسوی: David Oelhoffen‎؛ زادهٔ ۱۹۶۸ (۵۶–۵۷ سال)) کارگردان فیلم، فیلم‌نامه‌نویس اهل فرانسه است. وی از سال ۱۹۹۶ میلادی تاکنون مشغول فعالیت بوده‌است.

## فیلمشناسی
- دشمنان نزدیک - ۲۰۱۸